# Vitória de Rohan
Vitória Armanda Josefa de Rohan (em francês: Victoire Armande Josèphe de Rohan; Hôtel de Soubise, 28 de dezembro de 1743 —  Paris, 20 de setembro de 1807) foi princesa e madame de Guéméné, como esposa de Henrique Luís de Rohan. Ela foi a segunda filha de Carlos de Rohan, príncipe de Soubise e de sua segunda esposa, Ana Teresa de Saboia.

## Biografia
Em 1761 quando tinha 18 anos, Vitória casou-se com o filho do primo de seu pai, Henrique Luís, Príncipe de Guéménée, com quem teve cinco filhos.
Em 1775, sua tia a condessa Maria Luísa de Rohan, madame de Marsan, abdica o cargo de Governanta dos Filhos de França, lhe dando oportunidade de se aproximar da rainha Maria Antonieta, que já começava a se distanciar da prima de Vitória, a Maria Luísa, Princesa de Lamballe.
Uma mulher alta e orgulhosa, extremamente excêntrica, acreditava estar em contato com outro mundo através de seus cães, que jamais saiam de perto dela. Maria Antonieta logo se interessou por essa estranha princesa, costumava passar os fins de tarde na casa dela, e não se importava de Vitória a tratar como uma igual.
Dando bailes e saraus no seu pequeno castelo em Montreuil, a Princesa de Guéménée tinha como convidados ilustres, além da rainha, o Duque de Lauzun, o Duque de Coigny, a Condessa de Dillon e o Barão de Besenval. Além de festas, corriam assuntos políticos no seu castelo, sendo ela o cérebro de todo o grupo, atraída pelo iluminismo, era partidária do Duque de Choiseul.
Tinha uma ligação oficial com o Duque de Coigny, seis anos mais velho que ela, algo que não afetava em nada o Príncipe de Guéménée, já que este estava apaixonado pela doce e meiga irlandesa Madame Dillon, melhor amiga da princesa de Guéménée.
Em 1782, Vitória foi forçada a renunciar seu posto de governanta, devido a um escândalo criado pela dívida crescente de 33 milhões de libras de seu marido, uma dívida que, em 1797, levou à venda do Hôtel de Rohan-Guémené. A rainha Maria Antonieta assegurou uma pensão para Vitória por seu serviço, mas o casal foi banido da corte e sua amizade com a rainha foi suspensa. A princesa sua família foram viver em um palácio fornecido por seu pai.
Durante a Revolução Francesa, Vitória fugiu para Áustria. E mais tarde se estabeleceu na Boémia. Morou no Castelo de Sychrov, onde a família Rohan viveu por mais 125 anos.
A princesa de Guéménée morreu em Paris, no dia 20 de setembro de 1807, aos sessenta e três anos. Seu marido, Henrique Luís, príncipe de Guéménée morreu em Praga, no dia 24 de abril de 1809, aos sessenta e três anos. 

## Descendência
- Carlota Vitória de Rohan (17 de novembro de 1761 - 15 de dezembro de 1771);
- Carlos Alan Gabriel de Rohan (18 de janeiro de 1764 - 24 de abril de 1836), duque de Bulhão, casado com Louise Aglaé de Conflans d'Armentiere. Não teve filhos;
- Maria Luísa Josefina de Rohan (13 de abril de 1765 - 21 de setembro de 1839), casou-se com o primo Carlos Luís Gaspardo de Rohan, duque de Montbazon, com quem teve filhos;
- Luís Vítor Meriadec de Rohan (20 de julho de 1766 - 10 de dezembro de 1846), casado com a sobrinha, Berta de Rohan, mas não deixou descendência;
- Júlio Armando Luís de Rohan (20 de outubro de 1768 - 13 de janeiro de 1836), marido de Guilhermina de Sagan, duquesa de Sagan. Sem descendência.

## Títulos e estilos
- 28 de dezembro de 1743 - 15 de janeiro de 1761: Sua Alteza Vitória Armanda Josefa, Princesa da Casa de Rohan
- 15 de janeiro de 1761 - 10 de dezembro de 1788: Sua Alteza a Duquesa de Montbazon
- 10 de dezembro de 1788 - 20 de setembro de 1807: Sua Alteza a Princesa de Guéméné

## Ancestrais
1. ↑   wikipedia língua inglesa Victoire de Rohan